# Вулиця Ніни Янчук (Хмельницький)
Ву́лиця Ніни Янчук розташована у центральній частині міста. Пролягає від вулиці Проскурівської до вулиці Прибузької.

## Історія
Прокладена згідно з планом забудови міста від 1888 року, у 1930-х роках отримала ім'я Ковалевського — на честь одного з місцевих діячів громадянської війни, в 1946 році перейменована на честь російського письменника Максима Горького.
У 2019 році перейменована на честь Ніни Янчук, зв'язкової та медсестри Української повстанської армії. Протягом 1945—1956 років перебувала у сталінських таборах. Згодом переїхала до Хмельницького та жила тут до своєї смерті.

## Опис вулиці
Пролягає у центральній частині міста, від вулиці Проскурівської до вулиці Прибузької. Забудована переважно одноповерховими приватними будинками, починаючи від перехрестя з вулицею Трембовецької — багатоповерхівками.
Прилучаються вулиці Проскурівська, Шевченка, Заводська, Трембовецької, Прибузька.

## Галерея

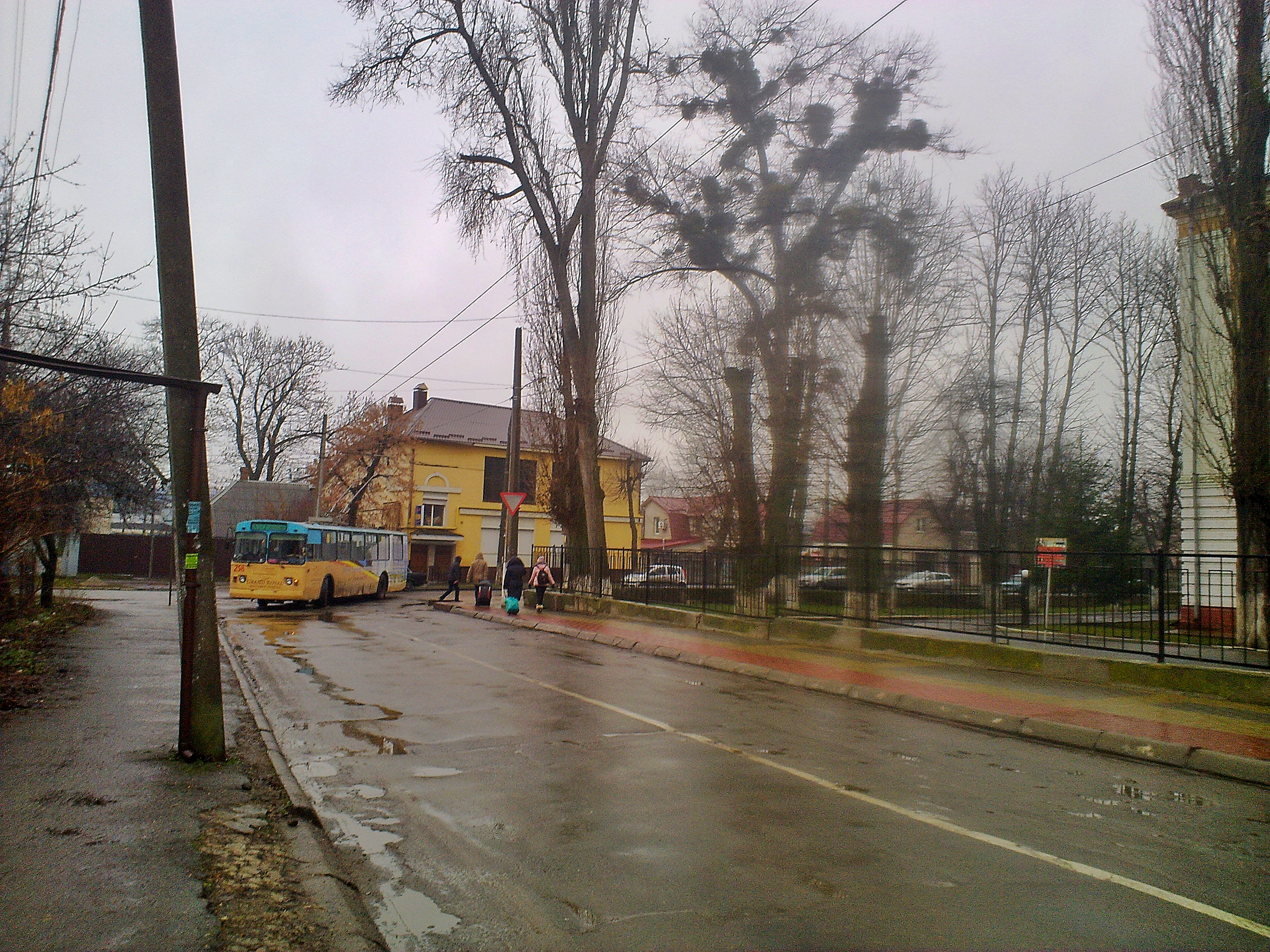
Початок вулиці
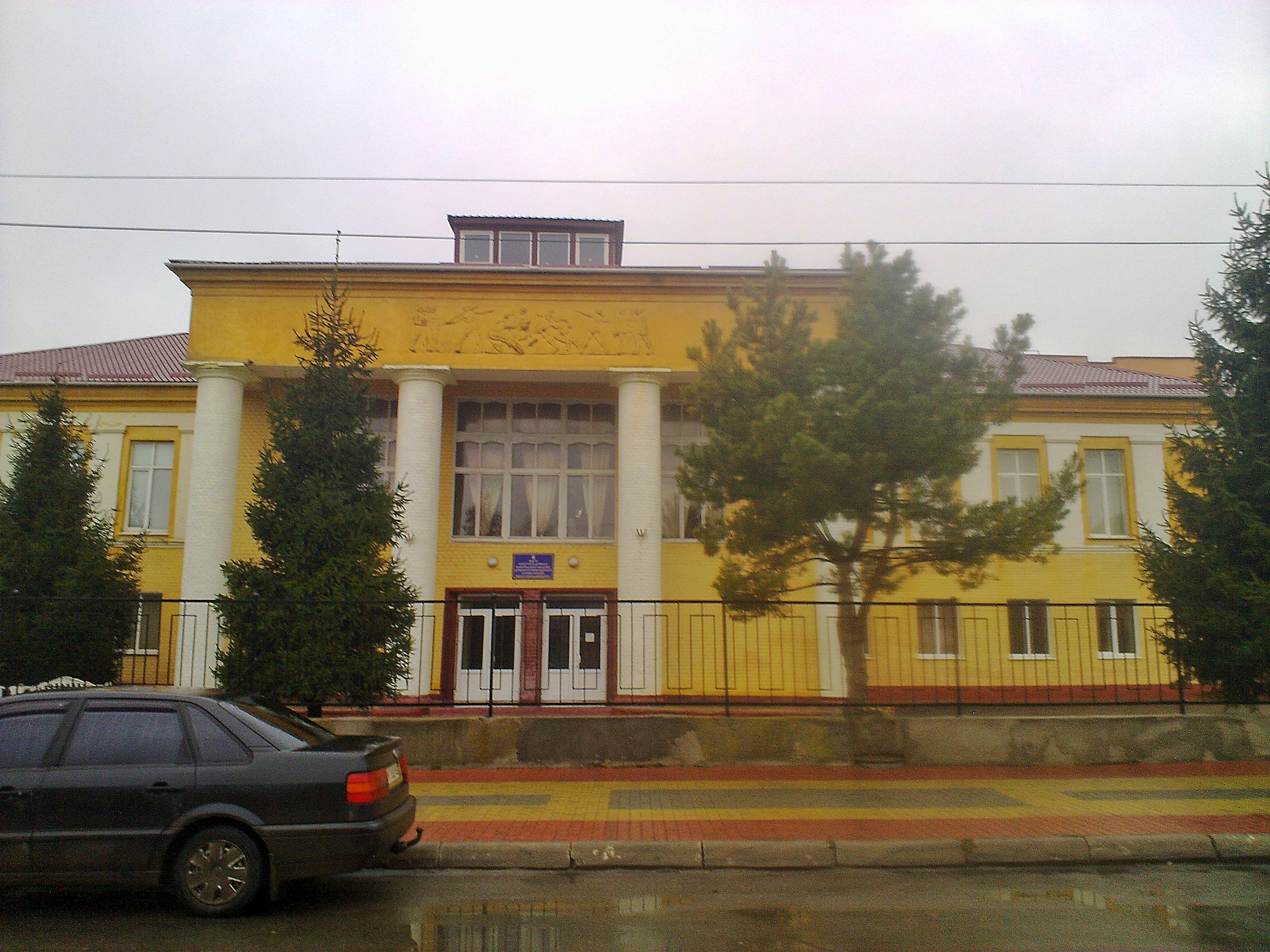
Колишній клуб танкового училища
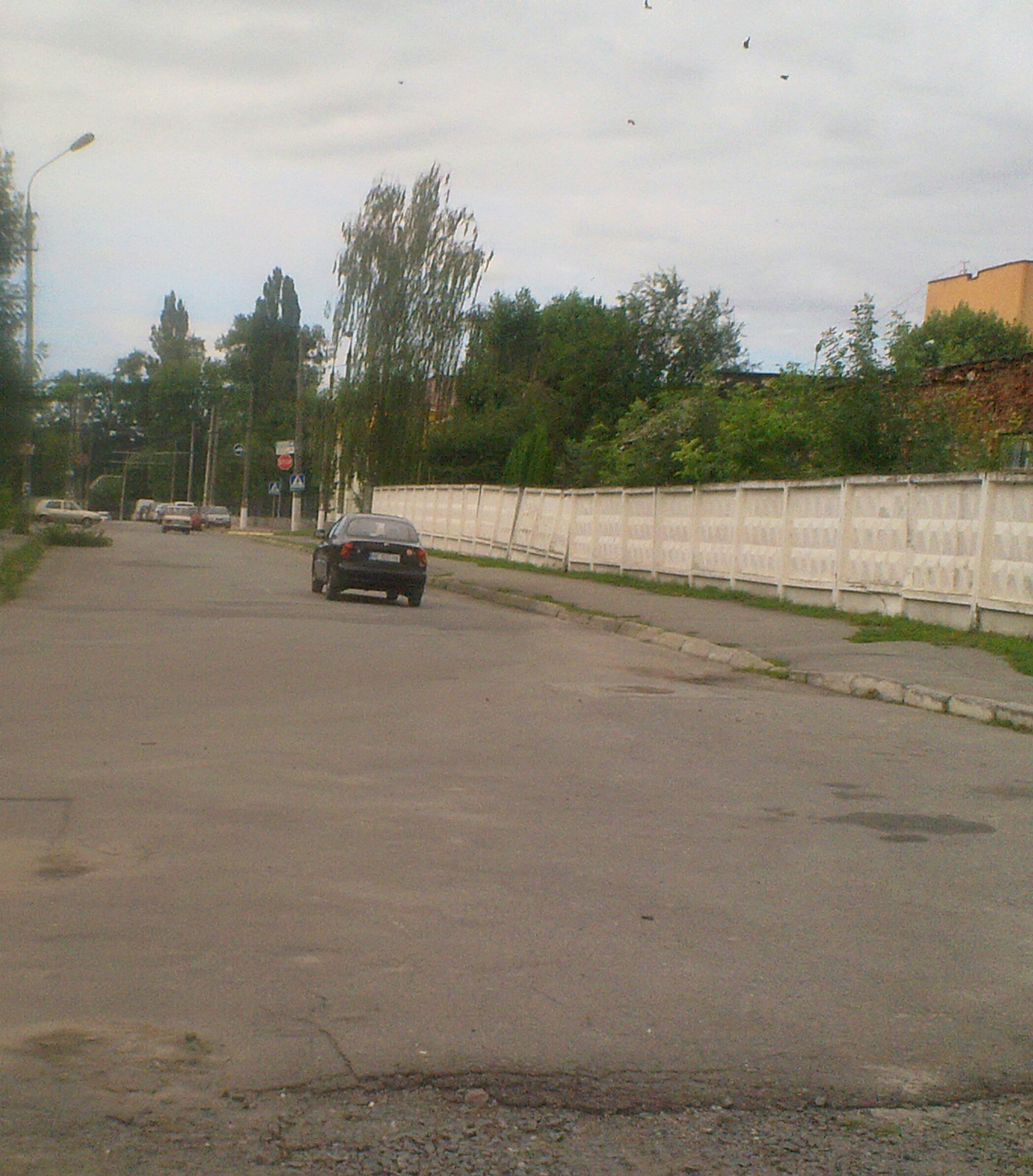
Вулиця Ніни Янчук
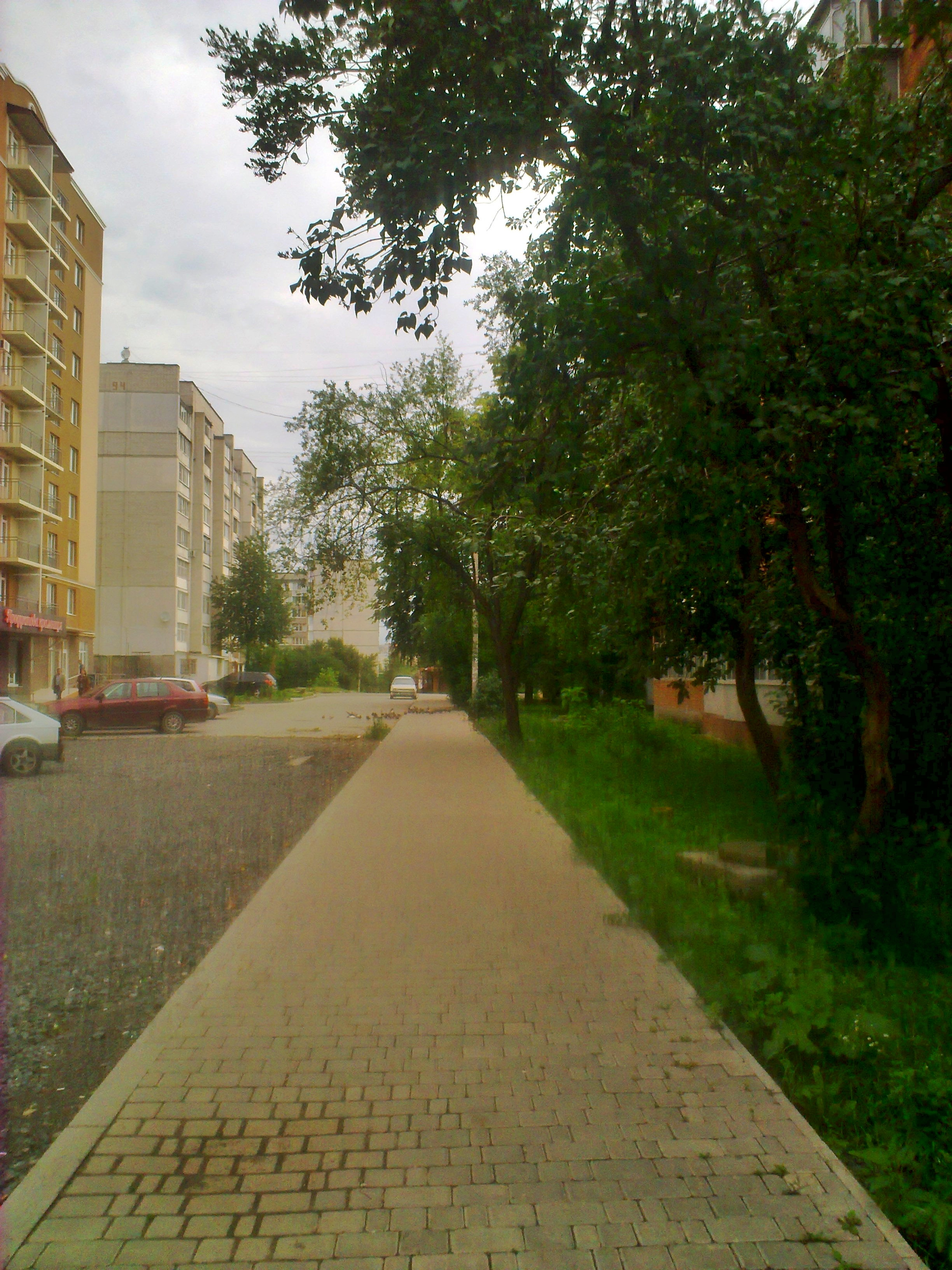
Пішохідна частина вулиці Ніни Янчук
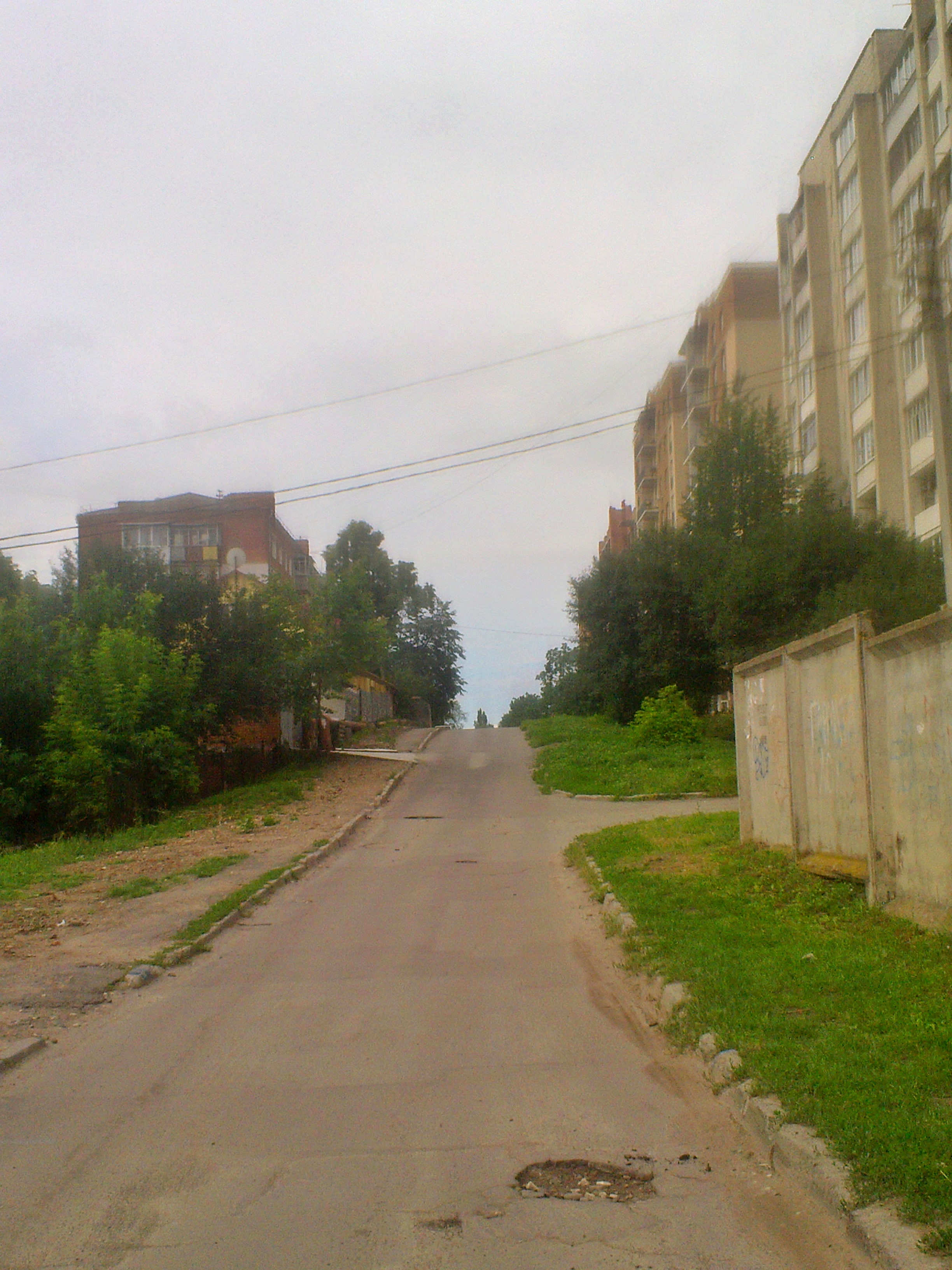
Вулиця Ніни Янчук